# Atletica leggera femminile ai Giochi della XXIX Olimpiade
Ai Giochi della XXIX Olimpiade di Pechino 2008 sono stati assegnati 23 titoli nell'atletica leggera femminile.

## Calendario
| Gare                    |                         |                       |                       |             |            |                   |                   |                   |    |    |  |
|                         | 100 m                   | 100 m                 |                       |             |            | Staffetta 4x100 m | Staffetta 4x100 m |                   | 23 |    |  |
| 800 m                   | 800 m                   |                       | 800 m                 | 200 m       | 200 m      | 200 m             | Staffetta 4x400 m | Staffetta 4x400 m | 23 |    |  |
|                         | 400 m                   | 400 m                 |                       | 400 m       |            |                   |                   |                   | 23 |    |  |
| 3000 siepi              |                         | 3000 siepi            |                       | 5000 m      |            | 1500 m            | 5000 m            | 1500 m            | 23 |    |  |
| 10000 m                 |                         | Maratona              |                       |             |            | Marcia 20 km      |                   |                   | 23 |    |  |
|                         |                         | 100 m ost. 400 m ost. | 100 m ost. 400 m ost. | 100 m ost.  | 400 m ost. |                   |                   |                   | 23 |    |  |
| Triplo                  | Asta                    | Triplo                | Asta                  | Lungo       |            | Alto              | Lungo             | Alto              | 23 |    |  |
| Disco                   | Peso                    |                       | Disco                 |             |            |                   |                   |                   | 23 |    |  |
| Eptathlon (1ª giornata) | Eptathlon (2ª giornata) |                       | Martello              | Giavellotto | Martello   | Giavellotto       |                   |                   | 23 |    |  |
|                         |                         |                       |                       |             |            |                   |                   |                   |    |    |  |
| Titoli                  | 1                       | 2                     | 4                     | 3           | 2          | 2                 | 3                 | 3                 | 3  | 23 |  |

|  | Qualificazioni |  | Finali |

Come nelle precedenti edizioni, il programma femminile termina di sabato, poiché di domenica si disputa solo la Maratona maschile.
I 100 metri sono spostati in avanti di un giorno. Lo stesso avviene anche per i 200 metri. Risultato: la finale dei 200 metri si tiene il giovedì e nello stesso giorno ci sono le qualificazioni della staffetta veloce. Bizzarra decisione.

I 1500 si disputano in due soli turni (non accadeva dai Giochi di Seul 1988).
La nuova gara, i 3000 metri siepi, causa delle difficoltà di gestione. Si capovolge l'ordine di 5000 e 1500 metri. I 5000 metri vengono spostati alla fine della settimana, mentre i 10.000 si disputano in un turno unico nella prima giornata di gare.

La ripartizione delle gare di corsa piana in pista è ora la seguente:
| Prima parte  | Seconda parte |
| ------------ | ------------- |
| 100 metri    | 200 metri     |
| 400 metri    |               |
| 800 metri    | 1500 metri    |
| 3000 siepi   | 5000 metri    |
| 10.000 metri |               |

Viene confermata la bizzarra scelta di Atene di non far disputare le due staffette negli stessi giorni: la staffetta veloce si disputa giovedì e venerdì, mentre la staffetta del miglio venerdì e sabato.
Concorsi: tutti i salti si disputano secondo la formula: qualificazione+riposo+finale. Nel lungo, invece, i giorni di riposo sono due. Lo stesso avviene nel lancio del disco (chissà perché).
I titoli assegnati nella prima parte del programma (fino a martedì) sono dodici; gli altri 11 sono assegnati nella seconda parte. Il programma è molto più equilibrato delle edizioni precedenti.

## Nuovi record
I due record mondiali sono, per definizione, anche record olimpici.
| Fanno il loro esordio olimpico: |               | 3000 m siepi                                      |
| Nuovo record mondiale in        | 2 specialità: | 3000 m siepi e Asta.                              |
| Nuovo record olimpico in altre  | 5 specialità: | 10.000 m, 400 h, Marcia 20 km, Triplo e Martello. |

## Risultati delle gare
| Specialità | Oro                                                                                       | Risultato | Argento                                                                                       | Risultato | Bronzo                                                                                | Risultato              | Dettagli            |
| --- | ----------------------------------------------------------------------------------------- | --------- | --------------------------------------------------------------------------------------------- | --------- | ------------------------------------------------------------------------------------- | ---------------------- | ------------------- |
| 100 m | Shelly-Ann Fraser                                                                         | 10"78     | Sherone Simpson Kerron Stewart                                                                | 10"98     | Medaglia non assegnata                                                                | Medaglia non assegnata | Classifica completa |
| 200 m | Veronica Campbell-Brown                                                                   | 21"74     | Allyson Felix                                                                                 | 21"93     | Kerron Stewart                                                                        | 22"00                  | Classifica completa |
| 400 m | Christine Ohuruogu                                                                        | 49"62     | Shericka Williams                                                                             | 49"69     | Sanya Richards                                                                        | 49"93                  | Classifica completa |
| 800 m | Pamela Jelimo                                                                             | 1'54"87   | Janeth Jepkosgei                                                                              | 1'56"07   | Hasna Benhassi                                                                        | 1'56"73                | Classifica completa |
| 1.500 m | Nancy Langat                                                                              | 4'00"23   | Iryna Liščyns'ka                                                                              | 4'01"63   | Natalija Tobias                                                                       | 4'01"78                | Classifica completa |
| 5.000 m | Tirunesh Dibaba                                                                           | 15'41"40  | Meseret Defar                                                                                 | 15'44"12  | Sylvia Kibet                                                                          | 15'44"96               | Classifica completa |
| 10.000 m | Tirunesh Dibaba                                                                           | 29'54"66  | Shalane Flanagan                                                                              | 30'22"22  | Linet Chepkwemoi Masai                                                                | 30'22"22               | Classifica completa |
| 3.000 m siepi | Gul'nara Samitova-Galkina                                                                 | 8'58"81   | Eunice Jepkorir                                                                               | 9'07"41   | Tat'jana Petrova                                                                      | 9'12"63                | Classifica completa |
| 100 m ostacoli | Dawn Harper                                                                               | 12"54     | Sally McLellan                                                                                | 12"64     | Priscilla Lopes-Schliep                                                               | 12"64                  | Classifica completa |
| 400 m ostacoli | Melaine Walker                                                                            | 52"64     | Sheena Tosta                                                                                  | 53"70     | Tasha Danvers                                                                         | 53"84                  | Classifica completa |
| Maratona | Constantina Diță                                                                          | 2h26'44"  | Catherine Ndereba                                                                             | 2h27'06"  | Zhou Chunxiu                                                                          | 2h27'07"               | Classifica completa |
| Marcia 20 km | Ol'ga Kanis'kina                                                                          | 1h26'31"  | Kjersti Plätzer                                                                               | 1h27'07"  | Elisa Rigaudo                                                                         | 1h27'12"               | Classifica completa |
| Salto in alto | Tia Hellebaut                                                                             | 2,05 m    | Blanka Vlašić                                                                                 | 2,05 m    | Chaunté Howard                                                                        | 1,99 m                 | Classifica completa |
| Salto con l'asta | Elena Isinbaeva                                                                           | 5,05 m    | Jennifer Stuczynski                                                                           | 4,80 m    | Svetlana Feofanova                                                                    | 4,75 m                 | Classifica completa |
| Salto in lungo | Maurren Maggi                                                                             | 7,04 m    | Blessing Okagbare                                                                             | 6,91 m    | Chelsea Hammond                                                                       | 6,79 m                 | Classifica completa |
| Salto triplo | Françoise Mbango Etone                                                                    | 15,39 m   | Olga Rypakova                                                                                 | 15,11 m   | Yargelis Savigne                                                                      | 15,05 m                | Classifica completa |
| Getto del peso | Valerie Vili                                                                              | 20,56 m   | Misleydis González                                                                            | 19,50 m   | Gong Lijiao                                                                           | 19,20 m                | Classifica completa |
| Lancio del disco | Stephanie Brown-Trafton                                                                   | 64,74 m   | Olena Antonova                                                                                | 62,59 m   | Song Aimin                                                                            | 62,20 m                | Classifica completa |
| Lancio del martello | Yipsi Moreno                                                                              | 75,20 m   | Zhang Wenxiu                                                                                  | 74,32 m   | Manuela Montebrun                                                                     | 72,54 m                | Classifica completa |
| Lancio del giavellotto | Barbora Špotáková                                                                         | 71,42 m   | Christina Obergföll                                                                           | 66,13 m   | Goldie Sayers                                                                         | 65,75 m                | Classifica completa |
| Eptathlon | Natalija Dobryns'ka                                                                       | 6.733 p.  | Hyleas Fountain                                                                               | 6.619 p.  | Kelly Sotherton                                                                       | 6.517 p.               | Classifica completa |
| Staffetta 4×100 m | Belgio Olivia Borlée Hanna Mariën Élodie Ouédraogo Kim Gevaert                            | 42"54     | Nigeria Ene Franca Idoko Gloria Kemasuode Halimat Ismaila Oludamola Osayomi Agnes Osazuwa     | 43"04     | Brasile Rosemar Maria Neto Lucimar Aparecida de Moura Thaissa Presti Rosângela Santos | 43"14                  | Classifica completa |
| Staffetta 4×400 m | Stati Uniti Mary Wineberg Allyson Felix Monique Henderson Sanya Richards Natasha Hastings | 3'18"54   | Giamaica Shericka Williams Shereefa Lloyd Rosemarie Whyte Novlene Williams Bobby-Gaye Wilkins | 3'20"40   | Regno Unito Christine Ohuruogu Kelly Sotherton Marilyn Okoro Nicola Sanders           | 3'22"68                | Classifica completa |
| record mondiale; record olimpico; record mondiale stagionale; record africano; record asiatico; record europeo; record nord-centroamericano e caraibico; record sudamericano; record oceaniano; record nazionale; record personale; record personale stagionale. |                                                                                           |           |                                                                                               |           |                                                                                       |                        |                     |

Statistiche
Delle diciannove vincitrici di gare individuali ad Atene (Kelly Holmes trionfò su 800 e 1500 metri), tre hanno abbandonato l'attività agonistica (tra cui la stessa Holmes). In più, tre sono assenti, una non si è qualificata, una è infortunata e la campionessa dell'Eptathlon si presenta solo nel salto in lungo. 
Dieci atlete, quindi, si presentano a Pechino per difendere il titolo. Di esse si riconfermano le seguenti: Veronica Campbell (200 metri); Elena Isinbaeva (Salto con l'asta) e Françoise Mbango Etone (Salto triplo).

Sono tre le primatiste mondiali che vincono la loro gara a Pechino: Tirunesh Dibaba (5000 metri); Gulnara Samitova (3000 siepi) ed Elena Isinbaeva. 
Nel 2007 si sono tenuti ad Osaka i Campionati mondiali di atletica leggera. 
Delle 21 campionesse di gare individuali, diciassette si presentano a Pechino per tentare l'abbinamento con l'oro olimpico. Riescono nell'impresa in sei: Christine Ohuruogu (400 metri); Tirunesh Dibaba (10.000); Ol'ga Kanis'kina (marcia 20 km); Elena Isinbaeva (Salto con l'asta); Valerie Vili (Getto del peso); Barbora Špotáková (Lancio del giavellotto).
Tutte migliorano il risultato rispetto all'anno precedente (tranne la Ohuruogu che eguaglia praticamente il suo tempo di Osaka). 

Elena Isinbaeva, che rivince l'asta, è la sola atleta che si è presentata nella veste di campionessa in carica e di primatista mondiale.
Sono riuscite a qualificarsi ben 20 atlete di categoria Junior. Sei riescono ad arrivare in finale (più un'atleta iscritta all'Eptathlon). Quelle che ottengono i migliori risultati sono: la kenyota Pamela Jelimo che vince la medaglia d'Oro negli 800 metri (dopo otto anni un'atleta Junior riesce a vincere l'oro olimpico); la connazionale Linet Masai, che vince la medaglia di Bronzo nei 10000 metri e la cinese Gong Lijiao, che vince il Bronzo nel Getto del peso.